# Клип (фильм)
«Клип» (серб. Клип) — кинофильм-драма сербского режиссёра-дебютанта Майи Милош. Премьера фильма состоялась 27 января 2012 года. Фильм был объявлен победителем Роттердамского кинофестиваля в 2012 году.

## Сюжет
В пригороде Белграда живёт красивая девушка-подросток Ясна, которая устала от своей скучной провинциальной жизни, от работы матери и неизлечимо больного отца. Поэтому она, записывая все происходящее вокруг себя на камеру мобильного телефона, постоянно ходит на пьянки и вечеринки со своими школьными друзьями. На одной из них она начинает общаться с парнем, к которому давно испытывает чувства, Джолем. Когда он понимает, что она сделает все, чтобы быть рядом с ним, Джоль начинает использовать её как объект для секса. Ясна начинает экспериментировать с наркотиками и пропускать школу. Её жизнь выходит из-под контроля, но ей нужно лишь, чтобы Джоль ответил ей взаимностью.

## В ролях
| Актёр               | Роль                 |
| ------------------- | -------------------- |
| Исидора Симионович  | Ясна                 |
| Вукашин Яснич       | Джордж Тосич (Джоль) |
| Соня Яничич         |                      |
| Владимир Гвоич      |                      |
| Йово Максич         | отец Ясны            |
| Саня Микитишин      | мать Ясны            |
| Катарина Пешич      |                      |
| Моня Савич          | Мария                |
| Йована Стойлькович  |                      |
| Никола Драгутинович | Шон                  |
| Михайло Николич     | Марко Шерич          |

## Прокат
Министерство культуры России отказало в выдаче прокатного удостоверения фильму «Клип», объяснив это тем, что фильм содержит «нецензурную брань, сцены употребления наркотиков и алкоголя, а также материалы порнографического характера», и основываясь на том, что по сюжету фильма главные герои не достигли совершеннолетия, что противоречит закону «О защите детей от информации, причиняющей вред их здоровью и развитию». 22 августа 2012 года общественная организация российских кинематографистов «КиноСоюз» выступила с официальным заявлением, осуждающим действия Минкульта и обвиняющим его в осуществлении цензуры. Как отметил дистрибьютор «Клипа», президент компании «Кино без границ» Сэм Клебанов, картина беспрепятственно демонстрировалась в рамках 34-го Московского международного кинофестиваля и включена в программу проходящего в сентябре в Санкт-Петербурге фестиваля «Послание к человеку». Отказ выдать фильму прокатное удостоверение он назвал «первой ласточкой новой культурной политики» Министерства. Впоследствии показ «Клипа» на фестивале «Послание к человеку» был отменён. Как полагает Клебанов, сделано это было под «мощнейшим административным давлением чиновников от культуры».